# Списак југословенских застава
Ово је списак застава које је користила Југославија.

## Државне и грађанске заставе
| Застава | Датум     | Користи                     | Опис |
| ------- | --------- | --------------------------- | --- |
|         | 1929—1945 | Државна и грађанска застава | Три једнаке хоризонталне траке у пансловенским бојама, плава (горе), бела и црвена.                                                       |
|         | 1945—1946 | Државна и грађанска застава | Три једнаке хоризонталне траке у пансловенским бојама, плава (горе), бела и црвена, са црвеном звездом у централној белој траци.          |
|         | 1946—1992 | Национална застава          | Три једнаке хоризонталне траке у пансловенским бојама, плава (горе), бела и црвена, са жуто обрубљеном црвеном звездом у средини заставе. |
|         | 1950—1992 | Државна и грађанска застава | Три једнаке хоризонталне траке у пансловенским бојама, плава (горе), бела и црвена, са жуто обрубљеном црвеном звездом у средини заставе. |

### Предложене заставе
| Застава | Датум | Користи            | Опис                                                                                    |
| ------- | ----- | ------------------ | --------------------------------------------------------------------------------------- |
|         | 1963. | Национална застава | Црвена застава са државним грбом у средини. Идентична прамчаној застави осим у размеру. |

## Војне заставе

### Поморске заставе
| Застава | Датум     | Користи                      | Опис                                                                                |
| ------- | --------- | ---------------------------- | ----------------------------------------------------------------------------------- |
|         | 1918—1922 | Поморска застава Југославије |                                                                                     |
|         | 1922—1944 | Поморска застава Југославије |                                                                                     |
|         | 1944—1945 | Поморска застава Југославије | Три једнаке хоризонталне траке у пансловенским бојама, плава (горе), бела и црвена. |
|         | 1942—1943 | Поморска застава Југославије |                                                                                     |
|         | 1943—1949 | Поморска застава Југославије |                                                                                     |
|         | 1949—1992 | Поморска застава Југославије |                                                                                     |

### Прамчане заставе
| Застава | Датум     | Користи               | Опис |
| ------- | --------- | --------------------- | ---- |
|         | 1956—1963 | Прамчана застава СФРЈ |      |
|         | 1963—1992 | Прамчана застава СФРЈ |      |

### Командне заставе
| Застава | Датум     | Користи                                                       | Опис |
| ------- | --------- | ------------------------------------------------------------- | ---- |
|         | 1929—1941 | Командна застава војводе Југословенске војске                 |      |
|         | 1929—1941 | Командна застава армијског генерала Југословенске војске      |      |
|         | 1929—1941 | Командна застава дивизијског генерала Југословенске војске    |      |
|         | 1929—1941 | Командна застава бригадног генерала Југословенске војске      |      |
|         | 1918—1941 | Командна застава адмирала Југословенске војске                |      |
|         | 1918—1941 | Командна застава вице-адмирала Југословенске војске           |      |
|         | 1918—1941 | Командна застава контра-адмирала Југословенске војске         |      |
|         | 1949—1956 | Командна застава команданта и политичког комесара ЈРМ         |      |
|         | 1949—1956 | Командна застава команданта и политичког комесара флоте ЈРМ   |      |
|         | 1949—1956 | Командна застава команданта и политичког комесара бригаде ЈРМ |      |
|         | 1956—1991 | Командна застава адмирала флоте ЈНА                           |      |
|         | 1956—1991 | Командна застава адмирала ЈНА                                 |      |
|         | 1956—1991 | Командна застава вице-адмирала ЈНА                            |      |
|         | 1956—1991 | Командна застава контра-адмирала ЈНА                          |      |

## Владине заставе

### Владине
| Застава | Датум     | Користи                                | Опис |
| ------- | --------- | -------------------------------------- | ---- |
|         | 1963—1992 | Председнички стандард                  |      |
|         | 1956—1963 | Председнички стандард                  |      |
|         | 1949—1956 | Поморска застава врховног команданта   |      |
|         | 1981—1992 | Стандард члана Председништва           |      |
|         | 1937—1945 | Стандард премијера                     |      |
|         | 1981—1992 | Стандард премијера                     |      |
|         | 1963—1992 | Стандард председника Савезне скупштине |      |
|         | 1920—1990 | Застава Савеза комуниста               |      |
|         | 1974—1990 | Застава Савеза социјалистичке омладине |      |

### Монархијске
| Застава | Датум     | Користи                        | Опис |
| ------- | --------- | ------------------------------ | ---- |
|         | 1922—1937 | Краљевски стандард краља       |      |
|         | 1937—1941 | Краљевски стандард краља       |      |
|         | 1937—1941 | Краљичин стандард              |      |
|         | 1937—1941 | Стандард принца регента        |      |
|         | 1937—1941 | Стандард престолонаследника    |      |
|         | 1937—1941 | Стандард члана Краљевског дома |      |
|         | 1937—1941 | Стандард регента               |      |

## Републичке заставе
Изглед федералне и свих будућих републичких застава је одређен 1. октобра 1941. у II. одломку наредбе Врховног штаба НОВ и ПО Југославије: „На средини заставе, преко целе ширине, треба да стоји петокрака црвена звезда.”

### Социјалистичка Република Босна и Херцеговина
| Застава | Датум     | Користи                                         | Опис |
| ------- | --------- | ----------------------------------------------- | ---- |
|         | 1946—1992 | Државна и грађанска застава Босне и Херцеговине |      |
|         | 1944—1946 | Државна и грађанска застава Босне и Херцеговине |      |

#### Предложене и незваничне заставе
| Застава | Датум              | Користи                                   | Опис |
| ------- | ------------------ | ----------------------------------------- | --- |
|         | 15. новембра 1946. | Национална застава НР Босне и Херцеговине | Идентична застави ФНР Југославије с додатком једне златне звезде иза постојеће црвене, а чије су зраке постављене наизменично.                                                                                           |
|         | 1947.              | Национална застава НР Босне и Херцеговине | Варијанта званичне заставе усвојене 31. децембра 1946. која се незванично користила у стварном животу. Заставица Југославије била је много уочљивија те одмакнута од рубова. Евентуално је предложена но никад усвојена. |

### Социјалистичка Република Хрватска
| Застава | Датум     | Користи                              | Опис |
| ------- | --------- | ------------------------------------ | ---- |
|         | 1990—1991 | Државна и грађанска застава Хрватске |      |
|         | 1990      | Државна и грађанска застава Хрватске |      |
|         | 1947—1990 | Државна и грађанска застава Хрватске |      |
|         | 1943—1947 | Државна и грађанска застава Хрватске |      |

### Социјалистичка Република Македонија
| Застава | Датум     | Користи                                | Опис |
| ------- | --------- | -------------------------------------- | ---- |
|         | 1946—1992 | Државна и грађанска застава Македоније |      |
|         | 1944—1946 | Државна и грађанска застава Македоније |      |

### Социјалистичка Република Црна Гора
| Застава | Датум     | Користи                               | Опис |
| ------- | --------- | ------------------------------------- | ---- |
|         | 1946—1992 | Државна и грађанска застава Црне Горе |      |
|         | 1943—1946 | Државна и грађанска застава Црне Горе |      |

### Социјалистичка Република Србија
| Застава | Датум     | Користи                            | Опис |
| ------- | --------- | ---------------------------------- | ---- |
|         | 1947—1992 | Државна и грађанска застава Србије |      |
|         | 1943—1947 | Државна и грађанска застава Србије |      |

### Социјалистичка Република Словенија
| Застава | Датум     | Користи                               | Опис |
| ------- | --------- | ------------------------------------- | ---- |
|         | 1947—1991 | Државна и грађанска застава Словеније |      |
|         | 1943—1947 | Државна и грађанска застава Словеније |      |

## Бановина Хрватска
| Застава | Датум     | Користи                           | Опис |
| ------- | --------- | --------------------------------- | ---- |
|         | 1939—1941 | Цивилна застава Бановине Хрватске |      |
|         | 1939—1941 | Државна застава Бановине Хрватске |      |

## Етничке заједнице
Иако Социјалистичка Аутономна Покрајина Косово није имала званичну заставу, од 1969. године становништво косовских Албанаца је могло да користи варијанту албанске заставе као своју етничку заставу. Од 1985. слично право важило је за све националне мањине, под условом да је застава означена југословенском црвеном звездом.
| Застава | Користи                                     | Опис |
| ------- | ------------------------------------------- | ---- |
|         | Застава албанске мањине у СФРЈ              |      |
|         | Застава бугарске мањине у СФРЈ              |      |
|         | Застава италијанске мањине у СФРЈ           |      |
|         | Застава мађарске мањине у СФРЈ              |      |
|         | Застава немачке мањине у СФРЈ               |      |
|         | Застава пољске мањине у СФРЈ                |      |
|         | Застава ромске мањине у СФРЈ                |      |
|         | Застава румунске мањине у СФРЈ              |      |
|         | Застава русинске и украјинске мањине у СФРЈ |      |
|         | Застава руске мањине у СФРЈ                 |      |
|         | Застава словачке мањине у СФРЈ              |      |
|         | Застава турске мањине у СФРЈ                |      |
|         | Застава турске мањине у СФРЈ (варијанта)    |      |
|         | Застава чешке мањине у СФРЈ                 |      |